# ميناء سفاجا
ميناء سفاجا، هو أحد الموانئ المصرية التابعة للهيئة العامة لموانئ البحر الأحمر، ويقع على الساحل الغربي للبحر الأحمر وهو عبارة عن جونه متسعة (خليج طبيعى) على مسافة 60 كم جنوب الغردقة على مسافة 225 ميل بحرى جنوب ميناء السويس وهذه الجونة محمية من الجهة الشرقية والشمالية حماية طبيعية بجزيرة سفاجا كما أنها محمية من الجهة الغربية من الرياح السائدة بواسطة الجبال ولكنها تتعرض في فترة بسيطة من السنة إلى الرياح الجنوبية (الأزيب) التي تتسبب في حدوث الاضطراب والأمواج داخل الميناء والأعماق كبيرة داخل رقعة الميناء مما يسمح بإستقبال السفن كبيرة الغاطس.

## مقومات الميناء
| إجمالى المساحة       | 57 كيلو متر مربع (56968000 متر مربع)   |
| المساحة المائية      | 56.5 كيلو متر مربع (56490000 متر مربع) |
| المساحة الأرضية      | 0.5 كيلو متر مربع (478000 متر مربع)    |
| اجمالى ساحات المخازن | 15000 متر مربع                         |
| إجمالى مساحة الساحات | 160000 متر مربع                        |

الطاقة التصميمية القصوى (الاستعابية) 6.37 مليون طن سنويا بيانتها كالتالي:-
- بضائع عامة 2.2 مليون طن.
- صب جاف 4.17 مليون طن.
- 750 ألف راكب.
- أكبر سفينة يمكن استقبالها ذات غاطس يصل إلى 14 متر.
- ساعات العمل 24 ساعة يوميا.

## الخصائص

### خصائص طبيعية
| الطقس                      | الرياح شمالية غربية وجنوبية شرقية |
| كثافة الماء النسبية        | 1.04 جم/سم3                       |
| موسم الأمطار               | شتاء                              |
| مقدار المد والجزر (بالمتر) | من 1.2الى 2.1 متر                 |

### خصائص ملاحية

#### منطقة الإقتراب
ينبغى على ربابنة سفن البضائع الوصول إلى الطرف الشمالي للجزيرة عند شروق الشمس ولميناء سفاجا في الصباح المبكر وسوف يظهر من خلفهم بوضوح الحواجز المرجانية. وهناك منارة تشاهد من بعد 1.6 كيلو متر وهي مقامة على اللسان الساحلى الجنوبي لجزيرة سفاجا أيلاند وينبغى على الربابنة بعد الاستدارة حول اللسان الساحلى أن يحافظوا على مسافة 925 متر من الحواجز المرجانية الواضحة الرؤية ويستثنى من ذلك جميع سفن الركاب والسفن السياحية التي يتم دخولها إلى الميناء في أي وقت من اليوم.

#### الإرشاد
الإرشاد في ميناء سفاجا إجبارى ويصعد المرشدين للسفينة عند النهاية الداخلية لقناة الدخول، كما تتوافر مراقبة إرشادية بأجهزة لاسلكية بتردد V.H.F وأجهزة إلكترونية (رادار)

#### القطــر
تكلفة القاطرات 275 دولار أمريكى للسفن الأجنبية في الساعة، 175 جنيه مصري للسفن المصرية في الساعة لحد أدنى ثلاث ساعات.

#### بيانات عن المرشدين
| رتبة المرشد | عدد المرشدين من كل رتبة |
| كبير مرشدين | 2                       |
| مرشد ثان    | 3                       |

### خصائص الأرصفة
| رقم الرصيف       | الطول (متر) | أقصى غاطس (متر) | عدد الشمعات |
| ---------------- | ----------- | --------------- | ----------- |
| ركاب وبضائع عامة |             |                 |             |
| رصيف 2، 3        | 440         | 10              | -           |
| صب جاف           |             |                 |             |
| رصيف الغلال      | 290         | 14              | -           |
| رصيف الألومنيوم  |             |                 |             |
| رصيف الألومنيوم  | 238         | 10              | -           |
| الإجمالى         |             |                 |             |
| 4 أرصفة          | 968         | -               | -           |

## الخدمات

### الإمداد والتموين
- المياه العذبة
- سولار
- ديزل
- قطع غيار
- زيوت ماكينة
- وقود خفيف
- وقود تشغيل
- وقود ثقيل
- أدوات ومطبوعات
- مستلزمات الماكينة
- مستلزمات إعاشة
- استقبال مياه متسخة
- المواد الغذائية
- التبخير
- القطر والإرشاد
- رسوم النظافة 5% من الرسوم لجميع أنواع السفن فيما عدا سفن البضائع العامة فالرسوم 3%
- يوجد قزق إصلاحات

### مقومات الأمن والسلامة والحفاظ على البيئة
- الإمكانيات الطبية
- الأمن
- مكافحة الحريق
- مكافحة التلوث

في ديسمبر 2023: وقعت مجموعة موانئ أبوظبي (ADX: ADPORTS)،  اتفاقية امتياز نهائية مع هيئة موانئ البحر الأحمر لتطوير وتشغيل محطة متعددة الأغراض في ميناء سفاجا البحري لمدة ثلاثين عاماً، بعد موافقة الحكومة المصرية على الاتفاقية  .